# سكوت غوردون (لاعب غولف)
سكوت غوردون (بالإنجليزية: Scott Gordon)‏ هو لاعب غولف أمريكي، ولد في 1 مايو 1981 في ساكرامنتو في الولايات المتحدة.

## وصلات خارجية
- سكوت غوردون على موقع رابطة لاعبي الغولف المحترفين (الإنجليزية)